# 高分辨率多模综合成像卫星
高分辨率多模综合成像卫星（简称高分多模卫星）是中国空间基础设施规划中分辨率最高的光学卫星，具有多种敏捷成像模式，大幅提升卫星图像获取效率。这是中国首颗民用分辨率为亚米级同时具有多种敏捷成像模式的光学遥感卫星。该卫星于2020年7月3日由长征四号乙运载火箭在太原卫星发射中心成功发射。
2021年12月17日完成在轨测试总结评审，2022年1月20日，投入使用。